# Индерский сельсовет (Новосибирская область)
Индерский сельсовет — сельское поселение в Доволенском районе Новосибирской области Российской Федерации.
Административный центр — село Индерь.

## История
Статус и границы сельского поселения установлены Законом Новосибирской области от 2 июня 2004 года № 200-ОЗ «О статусе и границах муниципальных образований Новосибирской области»

## Население
| 2002 | 2010 | 2012 | 2013 | 2014 | 2015 | 2016 |
| ---- | ---- | ---- | ---- | ---- | ---- | ---- |
| 653  | ↘538 | ↘536 | ↘530 | ↘518 | ↘515 | ↘511 |
| 2017 | 2018 | 2019 | 2020 | 2021 |      |      |
| ↘503 | ↘500 | ↘498 | ↘488 | ↘477 |      |      |

## Состав сельского поселения
| № | Населённый пункт | Тип населённого пункта       | Население |
| - | ---------------- | ---------------------------- | --------- |
| 1 | Индерь           | село, административный центр | ↘477      |